# Campeonato Paraibano de Futebol Feminino de 2021
O Campeonato Paraibano de Futebol Feminino de 2021 é a 10ª edição deste campeonato de futebol feminino, organizado pela Federação Paraibana de Futebol (FPF). O torneio teve início em 20 de novembro e terminará em 8 de dezembro.

## Regulamento
O Campeonato Paraibano de Futebol Feminino de 2021 será realizado em três fases distintas:
- Na primeira fase, as sete equipes serão divididas em dois grupos que se enfrentarão em turno único entre si, sendo que as duas melhores de cada grupo avançarão para às semifinais.
- Nas semifinais, os duelos se tornarão eliminatórios, sendo disputados em jogo único.
- Na final, os jogos também serão disputados em jogo único, valendo vaga para a Série A3 de 2022 para o campeão, desde que não esteja em outras séries da competição nacional, caso isso aconteça a vaga será repassada ao vice-campeão.

### Critérios de desempate
O desempate entre duas ou mais equipes na primeira fase seguiu a ordem definida abaixo:
1. Número de vitórias
2. Saldo de gols
3. Gols marcados
4. Confronto direto
5. Menor número de cartões vermelhos recebidos
6. Menor número de cartões amarelos recebidos
7. Sorteio

## Participantes
Inicialmente 8 equipes manifestaram o interesse de disputar o campeonato, mas posteriormente o Femar acabou desistindo de participar.
| Equipe                              | Cidade         | Em 2020        | Título                                  | Participações |
| ----------------------------------- | -------------- | -------------- | --------------------------------------- | ------------- |
| Esporte Clube Avaí                  | João Pessoa    | Não participou | 0 (não possui)                          | 1             |
| Botafogo Futebol Clube              | João Pessoa    | 1° lugar       | 6 (2011, 2015, 2016, 2017, 2018 e 2020) | 9             |
| Clube Recreativo Kashima            | Bayeux         | 4° lugar       | 1 (2012)                                | 9             |
| Desportiva Perilima de Futebol Ltda | Campina Grande | Não participou | 0 (não possui)                          | 1             |
| Mixto Esporte Clube                 | João Pessoa    | 3° lugar       | 0 (não possui)                          | 4             |
| Treze Futebol Clube                 | Campina Grande | Não participou | 0 (não possui)                          | 3             |
| Associação Esportiva VF4            | João Pessoa    | Não participou | 0 (não possui)                          | 1             |

## Primeira Fase
Grupo A
| Pos | Equipe      | Pts | J | V | E | D | GP | GC | SG  | Classificado |  | BOT | VF4 | PER | AVA  |
| --- | ----------- | --- | - | - | - | - | -- | -- | --- | ------------ |  | --- | --- | --- | ---- |
| 1   | Botafogo-PB | 9   | 3 | 3 | 0 | 0 | 20 | 1  | +19 | semifinal    |  | —   |     | 8–0 | 10–0 |
| 2   | VF4         | 6   | 3 | 2 | 0 | 1 | 18 | 2  | +16 | semifinal    |  | 1–2 | —   |     | 13–0 |
| 3   | Perilima    | 3   | 3 | 1 | 0 | 2 | 4  | 13 | −9  |              |  |     | 0–4 | —   |      |
| 4   | Avaí-PB     | 0   | 3 | 0 | 0 | 3 | 1  | 27 | −26 |              |  |     | 1–4 | —   |      |

Grupo B
| Pos | Equipe     | Pts | J | V | E | D | GP | GC | SG | Classificado |  | TRE | MIX | KAS |
| --- | ---------- | --- | - | - | - | - | -- | -- | -- | ------------ |  | --- | --- | --- |
| 1   | Treze      | 4   | 2 | 1 | 1 | 0 | 7  | 0  | +7 | semifinal    |  | —   | 0–0 | 7–0 |
| 2   | Mixto-PB   | 4   | 2 | 1 | 1 | 0 | 2  | 0  | +2 | semifinal    |  |     | —   | 2–0 |
| 3   | Kashima-PB | 0   | 2 | 0 | 0 | 2 | 0  | 9  | −9 |              |  |     |     | —   |

## Fase Final
Em negrito, os clubes classificados
|  | Semifinais  | Semifinais |  |  | Final       | Final |  |
|  |             |            |  |  |             |       |  |
|  |             |            |  |  |             |       |  |
|  | Botafogo-PB | 2          |  |  |             |       |  |
|  | Mixto-PB    | 0          |  |  |             |       |  |
|  |             |            |  |  |             |       |  |
|  |             |            |  |  |             |       |  |
|  |             |            |  |  | Botafogo-PB |       |  |
|  |             | VF4        |  |  |             |       |  |
|  |             |            |  |  |             |       |  |
|  |             |            |  |  |             |       |  |
|  |             |            |  |  |             |       |  |
|  |             |            |  |  |             |       |  |
|  | Treze       | 1          |  |  |             |       |  |
|  | VF4         | 2          |  |  |             |       |  |

## Premiação
| Campeão do Campeonato Paraibano de Futebol Feminino de 2021 |
| ----------------------------------------------------------- |
| VF4 Campeã (1° título)                                      |